# Mosquitoeira
Mosquitoeira é um objeto criado no Brasil como armadilha para mosquitos, usada por equipes de combate à dengue. 
Foi criada e patenteada com o nome mosquitoeira por Antônio C. Gonçalves Pereira e Hermano César M. Jambo Por não obter apelo comercial, uma versão alternativa, com o uso de garrafas pet, foi desenvolvida pela equipe do professor Maulori Cabral, da UFRJ, e batizada como mosquitérica.
O nome mosquitoeira viria de uma derivação de ratoeira, usada para mosquitos. Já a palavra "mosquitérica" seria uma "mosquitoeira genérica".
A invenção ganhou destaque na mídia devido as recorrentes epidemias de dengue ocorridas no Rio de Janeiro, sendo apontada como uma forma simples e de baixo custo de combater a proliferação da doença

## Estrutura
A mosquitérica é composta de uma garrafa cortada no meio, onde a parte do gargalo fica virada de cabeça para baixo dentro da outra. A garrafa fica com água até sair alguns centímetros do gargalo. O gargalo é vedado com um tecido fino, para que os ovos possam passar para baixo.  Porém, quando as larvas se desenvolverem, elas não vão mais conseguir passar e ficarão presas. No fundo da garrafa pode-se colocar algum tipo alimento, tais como: arroz, alpiste, ração, etc. Por causa desses alimentos, surgirão bactérias, que são presas das larvas.

## Como fazer
A mosquitérica é feita de material reciclado. Veja a seguir como fazer.

### Materias necessários
- Uma garrafa pet de 2 litros
- Uma tesoura
- Uma lixa de madeira nº 180
- Um rolo de fita adesiva ou isolante
- Um pedaço de tecido "micro tule" ou "filó", suficiente para vedar o bico da garrafa
- Um pouco de arroz, que servirá de alimento para as larvas.

### Procedimento
- 1. Corte a garrafa em duas partes, de forma que a parte da boca fique menor, formando um funil.
- 2. Retire a tampa da garrafa. Com cuidado, retire o anel do lacre e guarde-o, ele também será usado na mosquitoeira;
- 3. Coloque o tecido no gargalo e prenda-o com o anel. Note que deve ser um tecido bem fino, de forma que a larva não consiga passar;
- 4. Cliche bem o interior do "funil". Isso serve para aumentar a área de evaporação, assim, fica mais fácil para o mosquito localizar a armadilha;
- 5. Coloque na parte de baixo da garrafa o alimento que você escolheu. Pode ser 5 grãos de alpiste ou 3 grãos de arroz, mas sempre triturado.
- 6. Introduza a parte do gargalo virada para baixo na parte inferior da garrafa;
- 7. Use a fita adesiva para fixar as duas partes, do lado externo;
- 8. Coloque água sem cloro dentro da mosquitérica, alguns centímetros acima do gargalo. Caso não disponha de água sem cloro, pegue áqua da torneira e deixe-a em repouso por dois dias. Só depois coloque-as na mosquitérica;

## Como usar
Depois de pronta, coloque a mosquitérica em lugares estratégicos, de preferência em locais frescos e sombreados.
Se a água evaporar muito, complete-a.
Para saber se as larvas são de Aedes aegypti, use uma lanterna. Se ao focar a luz da lanterna as larvas fugirem, ou seja, se demonstrarem um fotatactismo negativo, há boa probabilidade de elas serem larvas de culicídeos.
Para matar as larvas, utilize larvicida comercial de longa duração como o BTI (Bacillus thuringiensis israelensis). Para uma eliminação rápida, basta jogá-las na terra com a água no começo do seu desenvolvimento - lembre-se: na terra, e nunca na privada, ralo ou rede de esgoto. 

## Críticas ao uso
Um dos principais debates quanto ao uso residencial não controlado da mosquitérica reside no comportamento de skip oviposition do Aedes, que pode ser traduzida como "comportamento de oviposição em saltos". Isso significa que a fêmea do Aedes não coloca todos os ovos em uma mesma cesta, procurando colocar poucos ovos em muitos criadouros na região. Isso torna a mosquitérica pouco eficaz se utilizada individualmente e não massivamente, já que sua positivação se baseia na colocação de poucos ovos com consequente presença de larvas e a fêmea ainda grávida voará para outro criadouro próximo, continuando o problema. Como explicou o professor Jean Gorinchteyn, infectologista do Instituto Emílio Ribas, o uso de armadilhas caseiras para o mosquito Aedes aegypti é "problemático", já que "ele pode depositar ovos na armadilha, mas também na casa do vizinho (que ao invés de ter armadilhas pode ter criadouros em potencial). Novos mosquitos podem então nascer e migrar para a casa do dono da armadilha". A falsa sensação de proteção do dono da armadilha também é levada em conta, já que se verifica empiricamente que os mesmos têm deixado de verificar possíveis criadouros em casa por acreditarem que a mosquitérica resolverá tudo. Por isso, a mosquitérica não é recomendada por nenhuma instituição com responsabilidade em saúde pública, sendo importante que seus usuários entendam seus riscos.
É importante observar que essa tese não questiona a eficiência da mosquitoeira ou da mosquitérica, tratando-se de uma avaliação comportamental de usuários não acompanhada de dados que lhe possam conferir total credibilidade. Ademais, essas críticas não se sustentam ao se fazer uma análise lógica. Se as fêmeas são atraídas para depositar seus ovos nas mosquitoeiras, isso significa que os mosquitos gerados seriam exterminados, o que é ótimo, pois reduz a proliferação de mosquitos. Sem as mosquitoeiras, os mosquitos gerados ficariam livres para picar e infectar pessoas. Melhor então que sejam atraídos para as mosquitoeiras.
As fêmeas de Aedes Aegypti costumam depositar ovos em vários criadouros, como forma de garantir a procriação. Por essa razão muitos pesquisadores defendem o uso da mosquitoeira ou da mosquitérica desde que seja em larga escala, pois desse modo sua eficácia seria aumentada.

Pessoas que defendem o uso de mosquitoeiras ou de mosquitérica como forma de controlar a proliferação do Aedes Aegypti defendem a tese de que não basta ensinar a população a fabricá-las, sendo também necessário ensinar a mantê-las permanentemente eficientes, por meio de revisões periódicas, principalmente quanto aos procedimentos para limpeza, substituição e descarte da água usada no dispositivo.